# Энн Хардинг
Энн Хардинг (англ. Ann Harding, 7 августа 1902 — 1 сентября 1981) — американская актриса.

## Биография
Энн Хардинг, урождённая Дороти Уолтон Гэтли, родилась в форте Сэм Хьюстон в техасском городе Сан-Антонио 7 августа 1902 года. Её отец был военным и поэтому семейство Гэтли часто переселялось с место на место, пока не осело в Нью-Йорке, где Дороти поступила в женский колледж Брайан Мауэр.
Вскоре после окончания колледжа Дороти начала свою актёрскую карьеру, а в 1921 году дебютировала на Бродвее. Её кинодебют состоялся в 1929 году в фильме «Париж связан» с Фредериком Марчем в главной роли. Уже через год Дороти, взявшая псевдоним Энн Хардинг, была номинирована на премию «Оскар» за свою роль в фильме «Отпуск». В начале своей кинокарьеры Хардинг работала в основном на студии «Pathé», которая позже была поглощена «RKO», где снималась с такими звёздами как Гэри Купер, Лесли Говард и Мирна Лой. Вместе с Хелен Твелвтрис и Констанс Беннетт составляла трио актрис, специализировавшихся на съёмках в мелодрамах.
В 1926 году Энн Хардинг вышла замуж за актёра Гарри Баннистера, но после шести лет совместной жизни супруги развелись. От этого брака у актрисы осталась дочь Джейн (1928—2005).
В начале 1930-х годов, на пике своей популярности, Энн появилась в таких картинах как «Преданность» (1931), «Ист Линн» (1931), «Животное царство» (1932), «Престиж» (1932) и «Питер Иббетсон» (1935). Во второй половине 1930-х фильмы с её участием уже не имели того успеха как у зрителей, так и у критиков. В конечном итоге в 1937 году Хардинг вышла замуж за дирижёра и композитора Вернера Янссена и покинула кино. Спустя пять лет она вновь вернулась на экраны, появившись в 1942 году в картине «Глаза в ночи», а спустя год сыграла роль Марджори Дэвис в военно-пропагандистском фильме «Миссия в Москву».
В начале 1960-х, после тридцатилетнего отсутствия, Хардин вновь появилась на Бродвее, сыграв в двух малоуспешных постановках. В то же время она исполнила небольшие роли в нескольких телесериалах, завершим этим в 1965 году свою карьеру, исполнив свою последнюю роль в сериале «Бен Кэйси».
Энн Хардин скончалась 1 сентября 1981 года в возрасте 79 лет в одном из пригородов Лос-Анджелеса. Она была кремирована, а её прах погребён на кладбище Голливуд-Хиллз. Энн Хардин удостоена двух звёзд на Голливудской аллее славы — за вклад в кино и телевидение.